# کایل الساندرو
کایل الساندرو (به انگلیسی: Kyle Alessandro) با نام کامل کایل الساندرو هلگسن ویالوبوس (به انگلیسی: Kyle Alessandro Helgesen Villalobos) (زاده ۱۶ سپتامبر ۲۰۰۳) خواننده و ترانه‌سرا نروژی  است.
او نماینده نروژ در یوروویژن ۲۰۲۵ است.